# Абеба Арегаві
Абеба Арегаві Гебрецадік (амх. አበባ አረጋዊ, англ. Abeba Aregawi Gebretsadik; нар. 5 липня 1990) — шведська (із 2012) легкоатлетка ефіопського походження, яка спеціалізується на бігу на середні дистанції.
Чоловік — Ємане Цегай (нар. 1985) — срібний призер чемпіонату світу з марафонського бігу (2015).

## Спортивні досягнення
Срібна олімпійська призерка з бігу на 1500 метрів (2012).
Чемпіонка світу з бігу на 1500 метрів (2013). Фіналістка (6-е місце) чемпіонату світу з бігу на 1500 метрів (2015).
Чемпіонка світу в приміщенні з бігу на 1500 метрів (2014).
Дворазова чемпіонка Діамантової ліги з бігу на 1500 метрів (2012, 2013).
Срібна призерка чемпіонату Європи з бігу на 1500 метрів (2014).
Чемпіонка Європи в приміщенні з бігу на 1500 метрів (2013).
Переможниця у бігу на 1500 метрів на Командному чемпіонаті Європи (2014).
Чемпіонка Ефіопії з бігу на 1500 метрів (2009).
Рекордсменка Європи з бігу на 1500 метрів короткою доріжкою (в приміщенні) — 3.57,91 (2014).